# Голден (Іллінойс)
Голден (англ. Golden) — селище (англ. village) в США, в окрузі Адамс штату Іллінойс. Населення — 648 осіб (2020).

## Географія
Голден розташований за координатами 40°6′37″ пн. ш. 91°1′9″ зх. д. / 40.11028° пн. ш. 91.01917° зх. д. (40.110231, -91.019156).  За даними Бюро перепису населення США в 2010 році селище мало площу 1,62 км², уся площа — суходіл.

## Демографія
Згідно з переписом 2010 року, у селищі мешкали 644 особи в 253 домогосподарствах у складі 169 родин. Густота населення становила 397 осіб/км².  Було 278 помешкань (171/км²).
Расовий склад населення:
| - 97,4 % — білих - 0,5 % — корінних американців - 0,3 % — чорних або афроамериканців - 0,2 % — азіатів |

До двох чи більше рас належало 1,7 %. Частка іспаномовних становила 0,6 % від усіх жителів.
За віковим діапазоном населення розподілялося таким чином: 23,8 % — особи молодші 18 років, 52,6 % — особи у віці 18—64 років, 23,6 % — особи у віці 65 років та старші. Медіана віку мешканця становила 42,2 року. На 100 осіб жіночої статі у селищі припадало 88,9 чоловіків;  на 100 жінок у віці від 18 років та старших — 85,3 чоловіків також старших 18 років.
Середній дохід на одне домашнє господарство  становив 50 478 доларів США (медіана — 44 000), а середній дохід на одну сім'ю — 57 237 доларів (медіана — 47 679). Медіана доходів становила 45 227 доларів для чоловіків та 31 875 доларів для жінок. За межею бідності перебувало 11,4 % осіб, у тому числі 13,9 % дітей у віці до 18 років та 3,6 % осіб у віці 65 років та старших.
Цивільне працевлаштоване населення становило 331 осіб. Основні галузі зайнятості: освіта, охорона здоров'я та соціальна допомога — 35,0 %, оптова торгівля — 13,3 %, виробництво — 11,5 %.